# Bremen-Verden

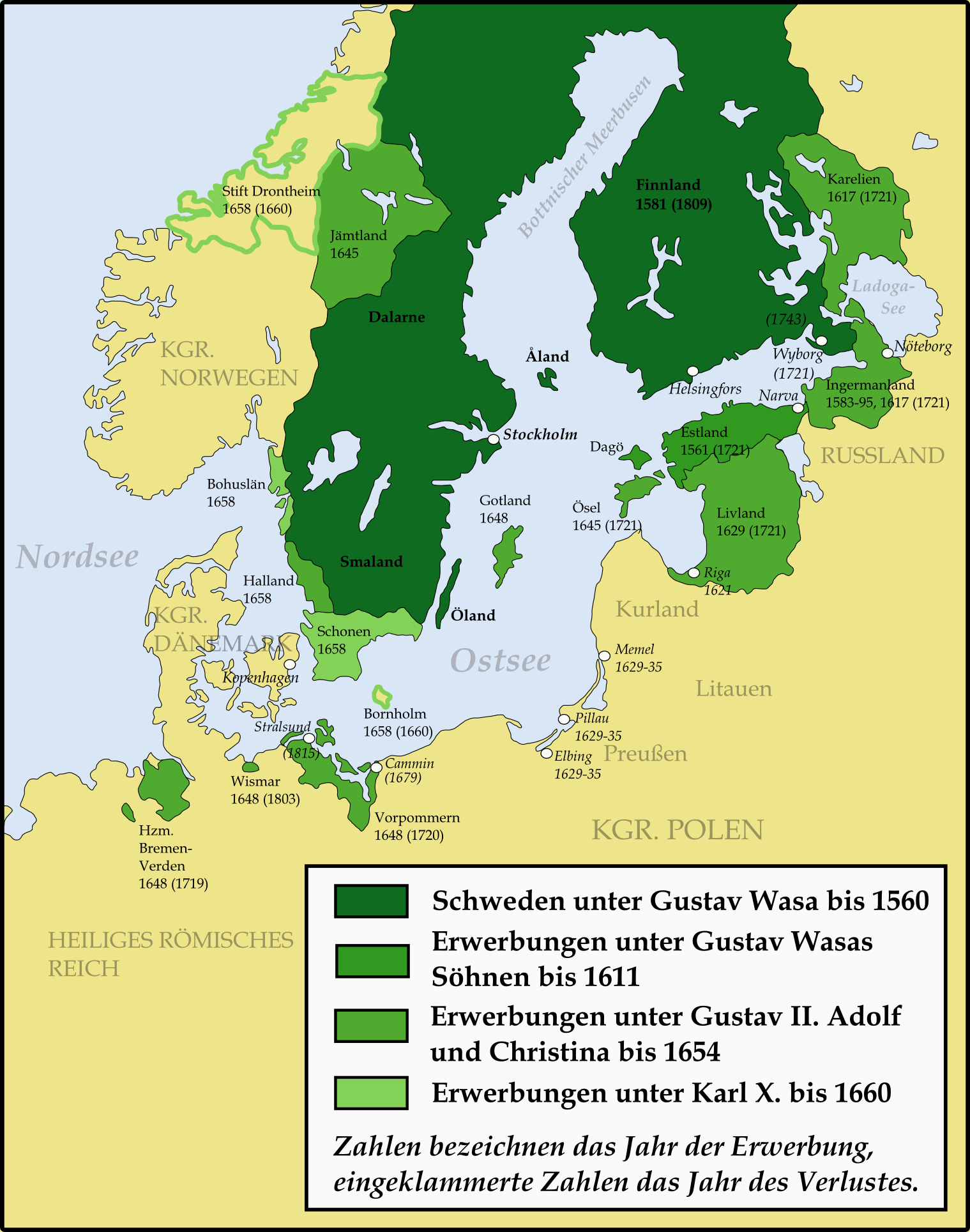
Bremen-Verden no Império sueco.

Bremen-Verden era um território do Sacro Império Romano-Germânico constituído através da união dos ducados de Bremen e de Verden.Ficava localizado no norte da Alemanha, aproximadamente no sítio do atual estado federal da Baixa Saxônia.

Os ducados de Bremen-Verden, no seio da Baixa Saxônia.

Estava diretamente sujeito ao imperador, desde 1180, tendo sido incorporado no Reino de Hanôver  em 1806.Foi possessão sueca na época da Casa de Vasa (1648-1654) e da Casa do Palatinado-Zweibrücken (1654-1719), e mais tarde território alemão da Casa de Hanôver(1719-1823).